# Rewaco

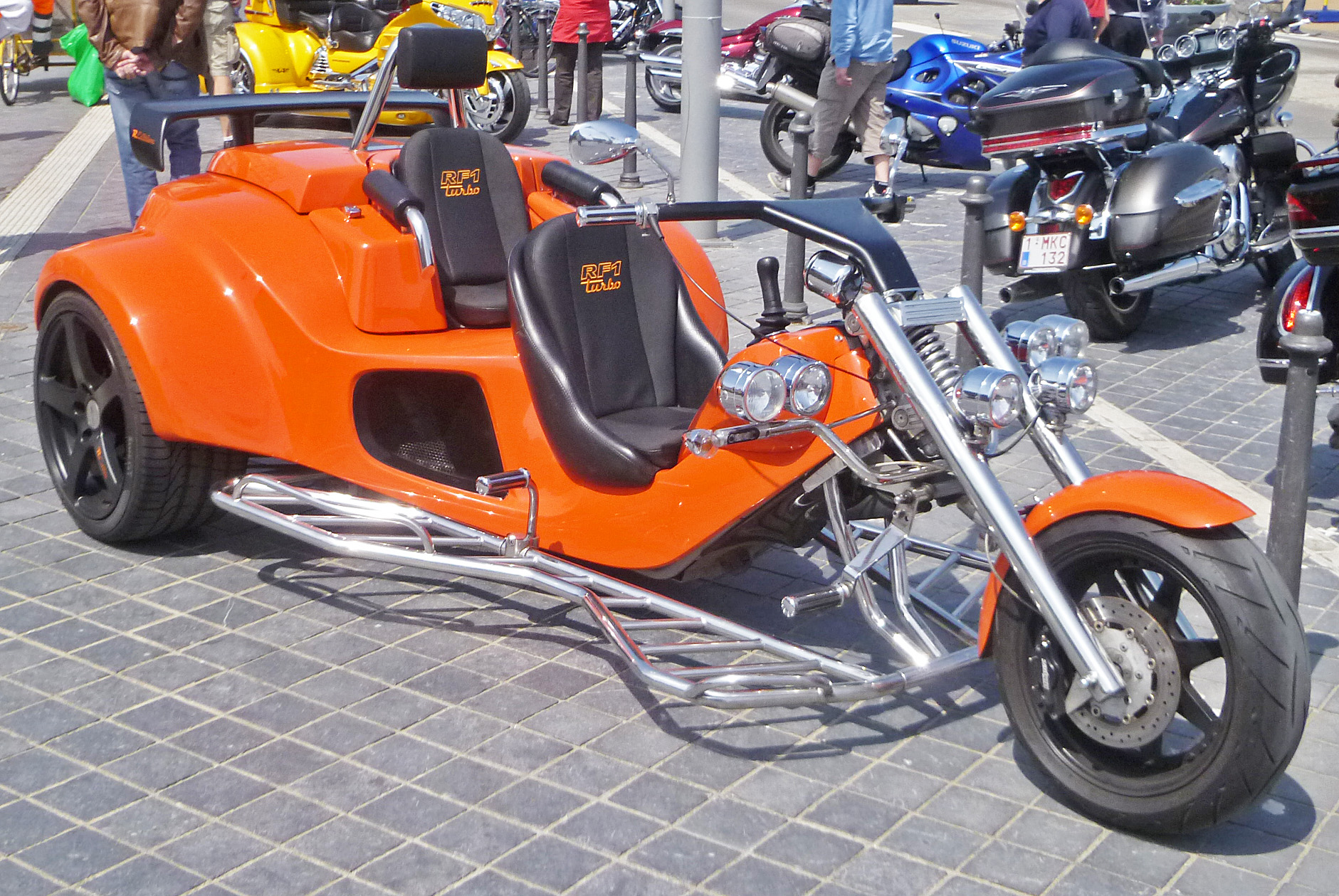
Trike de la marque rewaco

rewaco est un fabricant allemand de trikes, basé à Lindlar, près de Cologne. L'entreprise a été fondée en 1990. rewaco est le plus grand producteur de trikes en Europe.
À part sa gamme spécifique de trikes, rewaco produit aussi des « moto-trikes » ou « BikeConversions », des trikes sur base moto.
Les trikes rewaco sont distribués dans tous les marchés clés : Suisse, Danemark, Belgique, Italie, Espagne, ainsi qu'aux États-Unis et en Corée du Sud. rewaco est présent en France depuis près de vingt ans où environ cent cinquante véhicules rewaco sont vendus annuellement,.